# Manfred Pohl
Manfred Pohl (né le 26 mai 1944 à Bliesransbach près de Sarrebruck) est un historien et économiste allemand, professeur honoraire au département d'économie de l'université Johann Wolfgang Goethe de Francfort-sur-le-Main.

## Biographie
Après un apprentissage de banquier à la Saarländische Kreditbank de Sarrebruck, il entreprend des études d'allemand, d'histoire, de philosophie et d'économie . En 1972, il obtient son doctorat avec une thèse sur l'histoire bancaire de la Sarre. Entre 1972 et 2001, il dirige l’Institut historique de la Deutsche Bank à Francfort-sur-le-Main. Durant cette période, il est également l'initiateur, le co-fondateur et le membre du conseil d'administration de diverses sociétés, telles que la Société d'histoire de l'entreprise fondée en 1976, l'Association européenne d'histoire bancaire et financière fondée en 1990, la Société historique de la Deutsche Bank, fondée en 1991. V. et la Société d'histoire européenne des affaires, fondée en 1997. En 1998, il fonde l'association Europoint qui soutient l'introduction de l'euro. Plus de 1000 billets en euros peints par des enfants atteints de cancer, des artistes et des célébrités ont été émis par cette association dans les 12 pays de la zone euro puis vendus aux enchères au profit des enfants atteints de cancer. En 2001, à l'initiative d'Europoint, le symbole de l'euro a été placé devant la Banque centrale européenne à Francfort.
De 2002 à 2005, Manfred Pohl regroupe les activités culturelles et les fondations mondiales de la Deutsche Bank au sein de l'Institut pour les affaires culturelles d'entreprise (ICCA), créé spécialement à cet effet. Depuis 2002, il est également président du conseil d'administration du Comité culturel de Francfort (FraKK), et il fonde en 2008 l'initiative conservatrice des valeurs Frankfurt Future Council, dont font partie les hommes politiques Oswald Metzger (de) et Wolfgang Clement. En 2003, l’Institut international des affaires culturelles d’entreprise est fondé (ICCA), que Pohl préside également. À partir de 1981, Pohl enseigne l’histoire et la culture d’entreprise à l’Université de Francfort-sur-le-Main. En 1992, l'université lui décerne le titre de professeur honoraire du département des finances du département d'économie.
Depuis 2003, Manfred Pohl s'engage en tant que membre du comité exécutif de la Convention pour l'Allemagne (de) pour la « réforme de la capacité de réforme de l'Allemagne ». Il la fonde en octobre 2003 avec Roland Berger (de) et Hans-Olaf Henkel à Berlin.

## Récompenses
- 1970 : Prix des Éditeurs du Syndicat National des Éditeurs
- 2001 : Prix européen de la culture de la Fondation européenne de la culture Pro Europa au Parlement européen à Strasbourg
- 2011 : Croix du Mérite de 1re classe de la République fédérale d'Allemagne pour son travail caritatif en faveur de la société et son engagement dévoué en faveur de l'intégration du monde bancaire et financier européen

## Publications (sélection)
- als Herausgeber: Hermann J. Abs. Eine Bildbiographie. von Hase & Koehler, Mainz 1981,  (ISBN 3-7758-1019-6).
- Konzentration im Deutschen Bankwesen (1848–1980) (= Schriftenreihe des Instituts für Bankhistorische Forschung e. V. Bd. 4). Knapp, Frankfurt am Main 1982,  (ISBN 3-7819-0269-2).
- Emil Rathenau und die AEG. von Hase & Koehler, Mainz, 1988,  (ISBN 3-7758-1190-7).
- Geschäft und Politik. Deutsch-russisch/sowjetische Wirtschaftsbeziehungen. 1850 bis 1988. von Hase & Koehler, Mainz, 1988,  (ISBN 3-7758-1176-1).
- avec Jürgen Lodemann (de): Die Bagdadbahn. Geschichte und Gegenwart einer berühmten Eisenbahnlinie. von Hase und Koehler, Mainz 1988,  (ISBN 3-7758-1189-3).
- Baden-Württembergische Bankgeschichte. Stuttgart 1992,  (ISBN 3-17-012206-1).
- Bayernwerk. 1921 bis 1996. Piper, München u. a. 1996,  (ISBN 3-492-03849-2).
- Handbook on the history of European banks. Hg. European Association for Banking History e. V., Redakteure Manfred Pohl, Sabine Freitag, Verlag Elgar, Aldershot, Hants;  Brookfield, Vt. 1994,  (ISBN 978-1-85278-919-0).
- Ikarus im Ozonloch. Kramer, Frankfurt am Main 1996,  (ISBN 3-7829-1145-8).
- mit Angelika Raab-Rebentisch: Calendarium Deutsche Bank. 1870–1997. von Hase und Koehler, Frankfurt am Main 1997,  (ISBN 3-7758-1300-4).
- mit Kathleen Burk: Die Deutsche Bank in London. 1873–1998 (= Piper 2665). Piper, München u. a. 1998,  (ISBN 3-492-22665-5).
- Die Lombardkasse-Aktiengesellschaft. 1923–1998. Piper, München u. a. 1998,  (ISBN 3-492-04082-9).
- Die Strabag. 1923 bis 1998. Piper, München u. a. 1998,  (ISBN 3-492-04083-7).
- avec Andrea H. Schneider: VIAG Aktiengesellschaft. 1923–1998. Vom Staatsunternehmen zum internationalen Konzern. Piper, München u. a. 1998,  (ISBN 3-492-04036-5).
- avec Andrea H. Schneider: Die Rentenbank. Von der Rentenmark zur Förderung der Landwirtschaft. 1923 – 1949 – 1999. Piper, München u. a. 1999,  (ISBN 3-492-04143-4).
- als Herausgeber mit Lothar Gall: Die Eisenbahn in Deutschland. Von den Anfängen bis zur Gegenwart. Beck, München 1999,  (ISBN 3-406-45817-3).
- Philipp Holzmann. Geschichte eines Bauunternehmens. 1849–1999. Beck, München 1999,  (ISBN 3-406-45339-2).
- avec Angelika Raab-Rebentisch: Von Stambul nach Bagdad. Die Geschichte einer berühmten Eisenbahn. Piper, München u. a. 1999,  (ISBN 3-492-04113-2).
- avec Birgit Siekmann: Hochtief und seine Geschichte. Von den Brüdern Helfmann bis ins 21. Jahrhundert. Piper, München u. a. 2000,  (ISBN 3-492-04270-8).
- Die Geschichte der Südzucker AG. 1926–2001. Piper, München u. a. 2001,  (ISBN 3-492-04330-5).
- avec Carl-Ludwig Holtfrerich (de) et Harold James: Requiem auf eine Währung. Die Mark 1873–2001. Deutsche Verlags-Anstalt, Stuttgart u. a. 2001,  (ISBN 3-421-05568-8).
- als Herausgeber mit Jean-Christophe Ammann (de) et Werner G. Seifert (de): Mr. Finanzplatz. Business is Movement. Piper, München u. a. 2002,  (ISBN 3-492-04434-4).
- Merger of Equals. Einer ist immer gleicher. Piper, München u. a. 2004,  (ISBN 3-492-04623-1).
- Sicherheit auf Schiene und Straße. Die Geschichte der Knorr-Bremse AG. Piper, München u. a. 2005,  (ISBN 3-492-04747-5).
- Das Ende des „Weißen Mannes“. Eine Handlungsaufforderung. Westkreuz, Berlin u. a. 2007,  (ISBN 978-3-929592-95-5).
- M. DuMont Schauberg. Der Kampf um die Unabhängigkeit des Zeitungsverlags unter der NS-Diktatur. Campus Verlag, Frankfurt am Main u. a. 2009,  (ISBN 978-3-593-38919-6).
- Josef Ackermann – Leistung aus Leidenschaft. Eine Würdigung[4]. FAZ-Institut für Management u. a., Frankfurt am Main u. a. 2012,  (ISBN 978-3-89981-283-1) (« Leseprobe (PDF; 96,91 kB) » (version du 9 avril 2014 sur Internet Archive)).